# Nordiska nätverket för klinisk öcellstransplantation
Nordiska nätverket för klinisk öcellstransplantation är ett samarbetsprojekt mellan flera transplantationskirurgiska kliniker i norden kring isolering och transplantation av langerhanska öar (öceller). Bukspottskörtlar från avlidna organdonatorer skickas från Göteborg, Helsingfors, Malmö, Oslo och Stockholm till Uppsala där de langerhanska öarna isoleras och odlas inför transplantation. Överläkaren Torbjörn Lundgren vid Karolinska universitetssjukhuset och Karolinska Institutet är klinisk samordnare för nätverket. Professor Olle Korsgren vid Akademiska sjukhuset och Uppsala universitet är huvudforskare.